# Zisterzienserinnenabtei Cortona
Die Zisterzienserinnenabtei Cortona (lat. Abbatia Sanctissima Trinitatis) ist seit 1545 ein Kloster der Zisterzienserinnen im italienischen Cortona, Provinz Arezzo, gelegen in der Diözese Arezzo-Cortona-Sansepolcro.

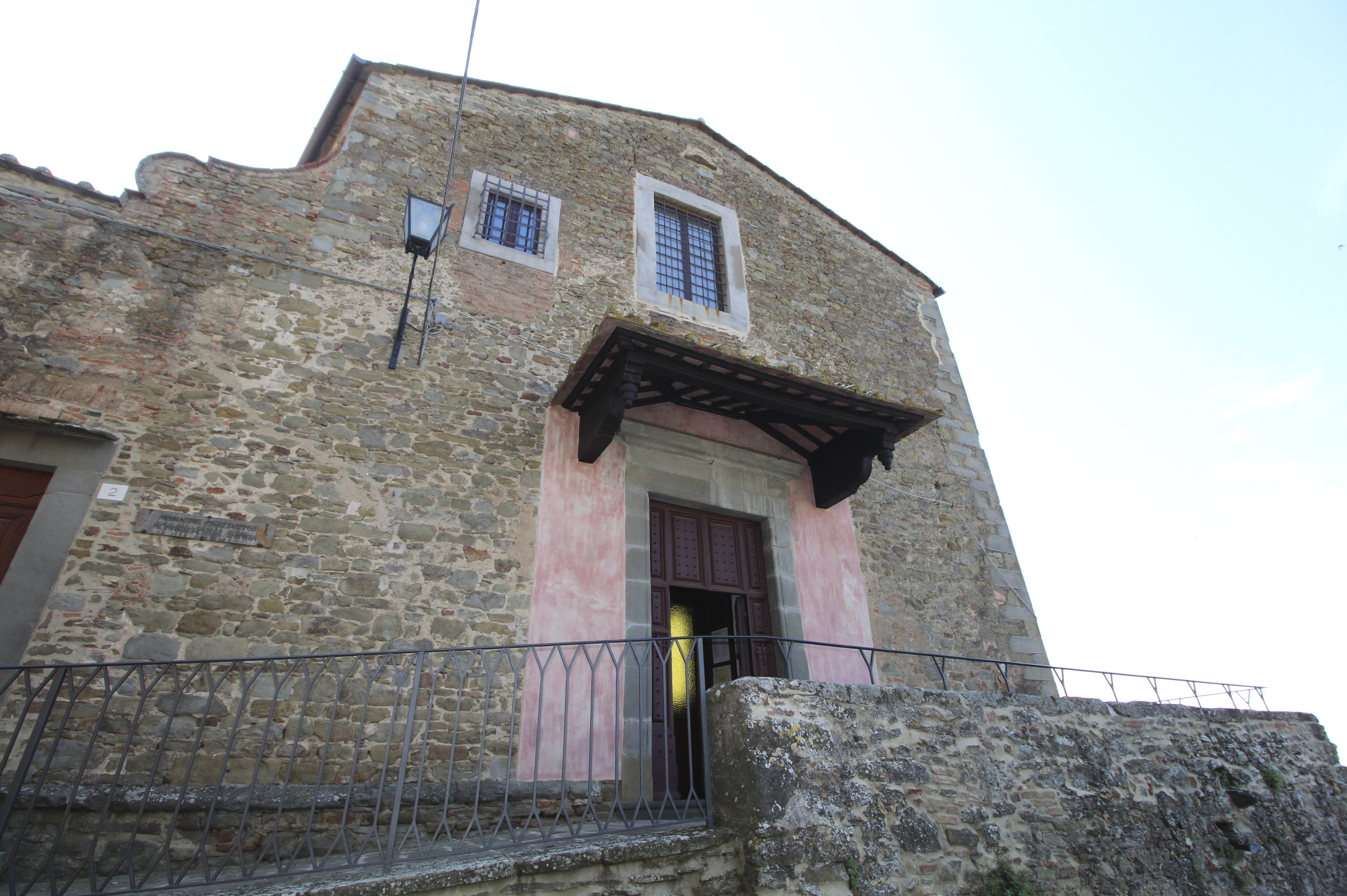
Die Abtei Santissima Trinità, Fassade der Kirche

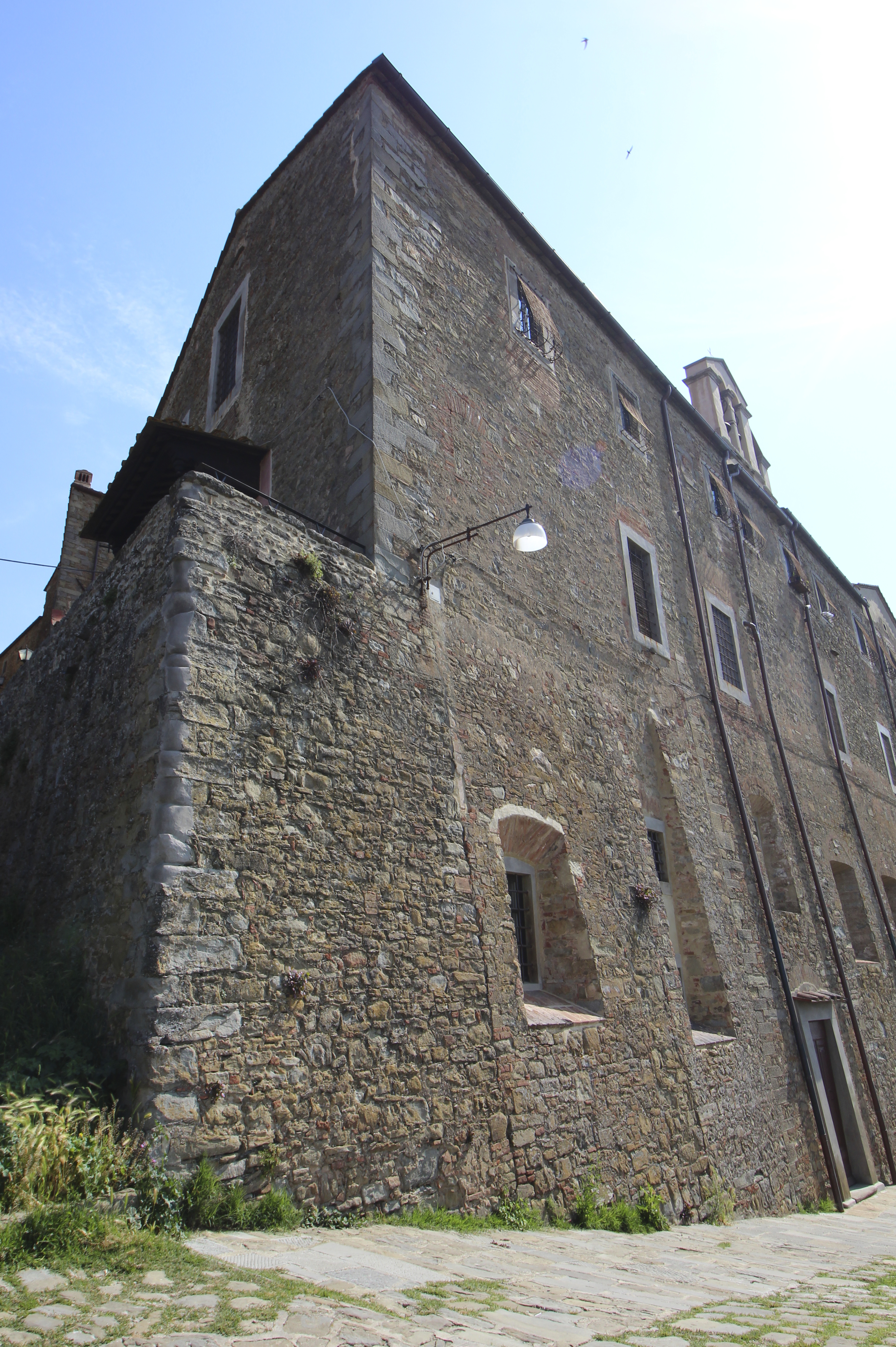
Das Klostergebäude

## Geschichte
Das Nonnenkloster Beatae Mariae Virginis et Santissimae Trinitatis («der Jungfrau Mariae und der Allerheiligsten Dreifaltigkeit») wurde 1540 von einer vermögenden Familie für ihre Töchter gestiftet. In der ehrwürdigen Mystikerin Veronica Laparelli (1537–1620) hatte das Kloster schon früh ein heiligmäßiges Mitglied. Sie ist im Kloster aufgebahrt. Von 1810 bis 1815 sowie von 1886 bis 1888 war das Kloster geschlossen. Ab 2004 schickte die Trappistinnenabtei Valserena Schwestern in das Zisterzienserinnenkloster der Allerheiligsten Dreifaltigkeit für einen gemeinsamen Versuch, die Lebensweise von Trappistinnen und Zisterzienserinnen einander anzunähern und durch Verzicht auf beiden Seiten das zisterziensische Charisma zu bereichern.